# Centro Cultural Roldán Sandoval
El Centro Cultural Roldán Sandoval es un espacio dedicado a actividades teatrales profesionales, localizado en la Ciudad de México. Está ubicado en José Martí #280. Colonia Escandón, Delegación Miguel Hidalgo. El inmueble cuenta con 100 localidades y en él se realizan obras de teatro casi todos los días de la semana.

## Historia
Debido a las altas rentas de los teatros, el productor y actor, Fred Roldán y la actriz Lupita Sandoval, se vieron en la necesidad de crear un espacio teatral propio. Transformaron su propia casa en un teatro, al que llamaron Centro Cultural Roldán Sandoval. En él, se realizan diferentes actividades relacionadas con la pasión de ambos actores: el Teatro.
Por ser patrimonio de la nación, la construcción arquitectónica original del inmueble no pudo cambiarse, pero aun así se logró construir en el piso inferior,  un escenario que mide 4 metros de ancho por 6 metros de largo con tres frentes de gradería para el público.
El Centro Cultural Roldán Sandoval fue inaugurado el 13 de enero de 1997 con la ópera El retrato de Dorian Gray, novela original de Oscar Wilde que narra la lucha constante de Dorian por mantenerse joven y bello sin importar a qué recurra con tal de lograr el objetivo deseado. El elenco original lo integraron Fred Roldán, Citlalixayotl, Emilio Vega, Teresita Saad, Georgina Mariana, Lorena D’ La Garza, Mariana L. Torrez, Jana, David Tort, Rubén Oviedo, Mario Beller y Jesús Cassab. El espectáculo se realizó con los arreglos musicales de Agustín Morales Carvalho, la adaptación libre de Citlalixayotl y la dirección de Lupita Sandoval.
Después de más de 200 representaciones, la producción termina, dándole paso, el 28 de junio de 1998 al musical Santa, basado en la obra original de Federico Gamboa. Esta vez, se narra la historia de una provinciana a principios de siglo, que por caprichos del destino se convierte en la prostituta más exitosa y renombrada de su tiempo; ella sale del pueblo de Chimalistac a las lejanas calles del centro de la Ciudad de México en donde se instala en el burdel de Elvira, vieja negociante del sexo quien aprovecha sabiamente el talento de Santa. Posteriormente, el desenlace se vuelve doloroso cuando el mismo cuerpo que le ha dado la gloria, la traicionaría y así moriría olvidada por todos, víctima de sífilis. Con la dirección de Lupita Sandoval, la adaptación de Fred Roldán y la participación de Citlalixayotl, Ana Pimienta, Gicela Sehedi, Alejandro Jordán y Mariana L. Torrez, el espectáculo fue galardonado por la A.P.T. como Mejor Musical Mexicano. La temporada duró un año de éxito y se realizaron más de 200 representaciones.
Durante 1998, comenzaron a presentarse los matinés infantiles en el complejo teatral. Lupita Sandoval produjo y dirigió La Bella Durmiente, original del francés Charles Perrault. Esta fue la primera puesta infantil en el Centro Cultural Roldán Sandoval, misma que duró 7 años, cumpliendo más de 700 representaciones.
En 1999, se estrenó Y llegaron las Brujas, original de Lupita Sandoval y Sergio Cassani. Es una comedia musical para adolescentes y adultos que narra la historia de Abril, una muchacha universitaria que vive sola y siempre se ha mantenido con el dinero que le manda su tía llamada Reyna y bajo el cuidado de una vecina anciana llamada Chelito; el día de su cumpleaños, se encuentra preparándose para recibir a su tía Reyna, a la que verá por primera vez, pero al cabo de unas horas se da cuenta de que no tiene sólo una tía, sino cuatro, y que éstas resultan ser la Reyna de Blanca Nieves, Cruelena, Mina y Malévola, todas ellas brujas de cuentos diferentes, que se han juntado especialmente esa noche para iniciar a Abril como una nueva bruja. Las primeras temporadas fueron regulares, pero la que se realizó en 2006 cuenta con más de 2000 representaciones ininterrumpidas y actualmente continúa en cartelera.
En 1999 se estrenó Peter Pan, original de James Matthew Barrie. Posteriormente, se produjo Pinocho, adaptación original de la obra de Carlo Collodi, que se estrenó en el año 2000 y se realizó una segunda reposición en el año 2006, misma que continúa en cartelera.
El 19 de agosto de 1999, El Arca de Noé hace su debut en el Centro Cultural Roldán Sandoval. Esta comedia musical, narra diferentes aspectos de la vida de un grupo de animales dentro del arca durante el diluvio. En el disco original de los temas musicales de la obra, Gualberto Castro y Lupita Sandoval, grabaron un tema de la obra llamado “Esto es amor” a modo de bonus track como regalo para el público. La Agrupación de Periodistas Teatrales (A.P.T.) otorgó el premio Guillermo Méndez a este musical por el texto de Fred Roldán y la música de David Tort. A pesar de las buenas críticas, con tan sólo 100 representaciones, el espectáculo concluyó, y el 17 de febrero de 2000, se estrenó "El hombre elefante" (mismo que, con más de 100 representaciones, Fred Roldán ganó el premio "Julio Alemán" de la A.P.T. como Mejor Actor de Comedia Musical, y a David Tort por mejor música original). La trama se desarrolla en Londres, de 1884 a 1923 y narra la vida de Joseph Merrick y la constante lucha del doctor Sir Frederick Treves por encontrar una cura a la enfermedad de John, llamada Síndrome de Proteus (antes conocida como Elefantiasis).
En el año 2000, Lupita Sandoval produjo y estelarizó La Celestina, musical basado en la obra de Fernando de Rojas; también se inauguró la "Escuela de Actuación" para niños y niñas, y para adolescentes y adultos. La escuela cerró por decisión del señor Roldán en el año 2013.
En el 2001 se estrenó El jorobado de Nuestra Señora de París, original de Victor Hugo, con la música de Ricardo Díaz. Con el premio a Mejor Musical Nacional, otorgado por la A.P.T. en el año 2002, y tan sólo 100 representaciones, terminó la temporada y se le dio paso a una nueva producción: La casa de Bernarda Alba (de Federico García Lorca) misma que ganó en el año 2003 el Premio Bravo al Mejor Musical Mexicano, otorgado por la Agrupación de Críticos y Periodistas de Teatro gracias la calidad del espectáculo y a la controversia que causó, pues todos los personajes femeninos fueron interpretados por hombres.
El patito feo, Blancanieves y los siete enanos y Pulgarcito (de los Hermanos Grimm), el Gato con Botas y la Cenicienta (de Charles Perrault), la sirenita (de Hans Christian Andersen), Cuento de Navidad (de Charles Dickens), Princesas y villanos por un mundo mejor (de Fred Roldán), el príncipe feliz (de Oscar Wilde) y el libro de la selva (de Rudyard Kipling) fueron espectáculos que también se montaron en el Centro Cultural Roldán Sandoval, y la mayoría tuvieron un éxito inmediato.
En el año 2004, Fred Roldán protagonizó "Es mi vida", monólogo musical en el que habla acerca de su propia vida y su carrera. Llegando a un total de 100 representaciones, el espectáculo recibió el premio al Mejor Monólogo del Año, otorgado por la Agrupación de Críticos y Periodistas de Teatro.  Una segunda puesta en escena se realizó durante todo el año 2014.
El Mago Frank (Francisco Suárez) estelarizó y produjo en el año 2006 "La Historia de Gazapo"; La obra, de su propia autoría,  presentaba el amor en todas sus expresiones y el actor reflexionaba acerca de las relaciones de pareja. El espectáculo tuvo una larga temporada de más de 4 años.
Las seis esposas de Enrique VIII, espectáculo musical de Fred Roldán, que narra la historia de este monarca inglés y sus esposas (Catalina de Aragón, Ana Bolena, Juana Seymour, Ana de Cléveris, Catalina Howard y Catalina Parr) se estrenó en el año 2008 y pese al cierre repentino de la obra, obtuvo en el año 2009, el premio a Mejor Musical del Año, otorgado por la A.P.T. Posteriormente, en ese año, dos espectáculos nuevos se estrenaron: La fierecilla domada (de William Shakespeare), con la producción de Fred Roldán y la música de Ricardo Díaz, y un monólogo musical de Lupita Sandoval, llamado ¿Gorda Yo?, que se ha repetido, dentro del mismo foro, en diferentes ocasiones.
En el año 2011, la adaptación de la novela de Bram Stoker, Drácula, se estrena con la producción y dirección de Fred Roldán (protagonista de la obra). Un año después llegó, a ese mismo escenario, "Elizabeth, la reina virgen", musical basado en la vida de Isabel I de Inglaterra y el supuesto rumor de que esta era hombre; por esa misma razón, Fred Roldán protagonizó el espectáculo al lado de su hijo, "Fred Sandoval" (quien interpretó a la hermana mayor de Elizabeth, María I de Inglaterra). Casi al mismo tiempo, Lupita Sandoval realizó una temporada de su nuevo monólogo, llamado "40 Años de Glamour y Lentejuelas", festejando sus 40 años de carrera. Un año más tarde, continuó con ese mismo monólogo, por lo que ahora se llamaría "41 años de Glamour y Lentejuelas" en el que la actriz, dramaturga, productora y directora, hablaba acerca del pasado y presente de su carrera artística.
Para el año 2013, el señor Roldán se basa en la obra original de Mary Shelley para realizar una divertida comedia musical, a la que llamó Frankenstein de risa loca. Ese mismo año, el hijo de los fundadores del foro, "Mauricio Roldán Sandoval", protagonizó la reposición musical de Peter Pan, y produjo su primer espectáculo a principios de noviembre, la segunda puesta de El patito feo.
A finales del año 2014, Lupita Sandoval realizó durante una temporada de 4 semanas "Ay Jesús, ya nació el niño" (comedia musical basada en las típicas pastorales mexicanas) al lado de sus dos hijos.
Actualmente, la segunda reposición de El jorobado de Nuestra Señora de París, La Bella y la Bestia (de la escritora francesa Gabrielle-Suzanne Barbot de Villeneuve), "Y llegaron las Brujas", y Pinocho, se presentan en el complejo. También se realizan anualmente distintos cursos de verano.
Se estima que ingresan más de 60,000 espectadores cada año al complejo, haciendo de éste, un lugar importante para la cultura teatral mexicana.

## Producciones notables
- 1997: El retrato de Dorian Gray
- 1997: "Y llegaron las Brujas"
- 1998: Santa
- 1998: La Bella Durmiente
- 1999: El Arca de Noé
- 1999: Peter Pan
- 2000: "El Hombre Elefante"
- 2000: Pinocho
- 2000: La Celestina
- 2001: El Jorobado de Nuestra Señora de París
- 2001: El patito feo
- 2003: La casa de Bernarda Alba
- 2003: El Gato con Botas
- 2004: "Es mi vida"
- 2005: La sirenita
- 2005: Pulgarcito
- 2006: Un Cuento de Navidad
- 2006: "Y llegaron las brujas" (reposición).
- 2006: Pinocho (reposición).
- 2006: "La historia de Gazapo"
- 2007: Blancanieves y los siete enanos
- 2008: La Cenicienta
- 2008: Las seis esposas de Enrique VIII
- 2009: La fierecilla domada
- 2009: "¿Gorda Yo?"
- 2010: "Princesas y villanos por un mundo mejor"
- 2011: Drácula
- 2012: "Elizabeth, la reina virgen"
- 2012: El príncipe feliz
- 2012: Un Cuento de Navidad
- 2012: El libro de la selva
- 2012: "40 años de glamour y lentejuelas"
- 2013: "41 años de glamour y lentejuelas"
- 2013: "Frankenstein de risa loca"
- 2013: Peter Pan (reposición).
- 2013: El patito feo (reposición).
- 2014: Es mi vida (reposición).
- 2014: "Ay Jesús, ya nació el niño".
- 2015: La Bella y la Bestia
- 2015: El jorobado de Nuestra Señora de París (reposición).

## Premios
- 1998: Mejor Musical Nacional, por Santa (otorgado por: Agrupación de Periodistas Teatrales (A.P.T.)).

- 2001: Mejor Actor en Musical, por El hombre elefante (otorgado por: Agrupación de Críticos y Periodistas de Teatro).

- 2001:  Premio Bravo al Mejor Musical, por Y llegaron las brujas (otorgado por: Asociación Rafael Banquels, A.C.)

- 2002:  Mejor Musical Nacional, por El jorobado de Nuestra Señora de París (otorgado por A.P.T.)

- 2003:  Premio Bravo al Mejor Musical Mexicano, por La casa de Bernarda Alba (otorgado por Agrupación de Críticos y Periodistas de Teatro).

- 2004:  Mejor Monólogo del Año, por Es mi vida (otorgado por Agrupación de Críticos y Periodistas de Teatro.

- 2009:  Mejor Musical Mexicano, por Las seis esposas de Enrique VIII (otorgadopor la A.P.T.)